# Dołni Dybnik
Dołni Dybnik (bułg. Долни Дъбник) – miasto w północnej Bułgarii, w obwodzie Plewen, jest to centrum administracyjne gminy Dołni Dybnik.

## Geografia
Jest w odległości 15 km od Plewen.

## Historia
O miejscowości po raz pierwszy wspomniano w 1430 roku w oficjalnych tureckich dokumentach.

## Gospodarka
Rozwinięty jest tutaj przemysł naftowy i rafinacja ropy naftowej. Rolnictwo jest głównym środkiem utrzymania ludzi.

## Słynni mieszkańcy
- Ilija Beszkow (1901–1958) – artysta, pisarz, filozof i pedagog.
- Stoju Oraczkin (1901–1973) – poeta.
- Wencisław Wyrbanow – polityk od БЗНС-НС, były minister rolnictwa i leśnictwa.
- Iwajło Petkow – piłkarz nożny.